# Марвін Гітц
Марвін Гітц (нім. Marwin Hitz, нар. 18 вересня 1987, Санкт-Галлен) — швейцарський футболіст, воротар «Базеля».
Чемпіон Німеччини.

## Клубна кар'єра
Народився 18 вересня 1987 року в місті Санкт-Галлен. Вихованець футбольної школи клубу «Санкт-Галлен». З 2006 року почав потрапляти до заявки основної команди того ж клубу, в якій утім так й не дебютував в офіційних іграх. Натомість частину 2007 року провів в оренді в «Івердон Спорт», де також був резервним воротарем, а в 2008 був орендований «Вінтертуром», в якому нарешті дебютував в офіційних іграх.
Того ж 2008 року перейшов до німецького «Вольфсбурга», де протягом наступним п'яти років був запасним воротарем, провівши за весь цей час лише 13 ігор в Бундеслізі. Граючи за «вовків», утім, виборов титул чемпіона Німеччини.
До складу клубу «Аугсбург» приєднався 2013 року. У цій команді нарешті став основним воротарем.

## Виступи за збірні
У 2006 році залучався до складу молодіжної збірної Швейцарії. На молодіжному рівні зіграв у 2 офіційних матчах.
У 2014 році отримав свій перший виклик до національної збірної Швейцарії, а наступного року провів першу гру у її складі. У травні 2016 року був включений до зявки національної команди для участі у фінальній частині чемпіонату Європи у Франції.

## Титули і досягнення
- Чемпіон Німеччини (1):

«Вольфсбург»: 2008-09
- Володар Суперкубка Німеччини (1):

«Боруссія» (Дортмунд): 2019
- Володар Кубка Німеччини (1):

«Боруссія» (Дортмунд): 2020-21
- Чемпіон Швейцарії (1):

«Базель»: 2024-25
- Володар Кубка Швейцарії (1):

«Базель»: 2024-25